# Cressida cressida
Cressida cressida is een vlinder uit de familie van de pages (Papilionidae). De wetenschappelijke naam van de soort is voor het eerst geldig gepubliceerd in 1775 door Johann Christian Fabricius. Het is de enige soort uit het geslacht Cressida.

## Kenmerken
De vrouwtjes zijn meestal fletser van kleur, hetgeen te wijten is aan het verlies van vele pigmenthoudende schubben op de vleugels. De mannetjes zijn doorgaans feller van kleur en vertonen veel kenmerken van de giftige Pachliopta polydorus

## Leefwijze
De rupsen van deze soort leven op planten van de familie Aristolochiaceae, met name op de soorten Aristolochia pubera en Aristolochia thozetti, die giftig zijn en groeien in open bossen in kustgebieden. De vlinders zelf zijn trage dieren, maar kunnen in noodgevallen pijlsnel versnellen.

## Verspreiding en leefgebied
Deze soort komt voor in Australië en Nieuw-Guinea.